# Michele Merkin
Michele Merkin là một người mẫu, người dẫn chương trình nữ của Mỹ

## Hình ảnh

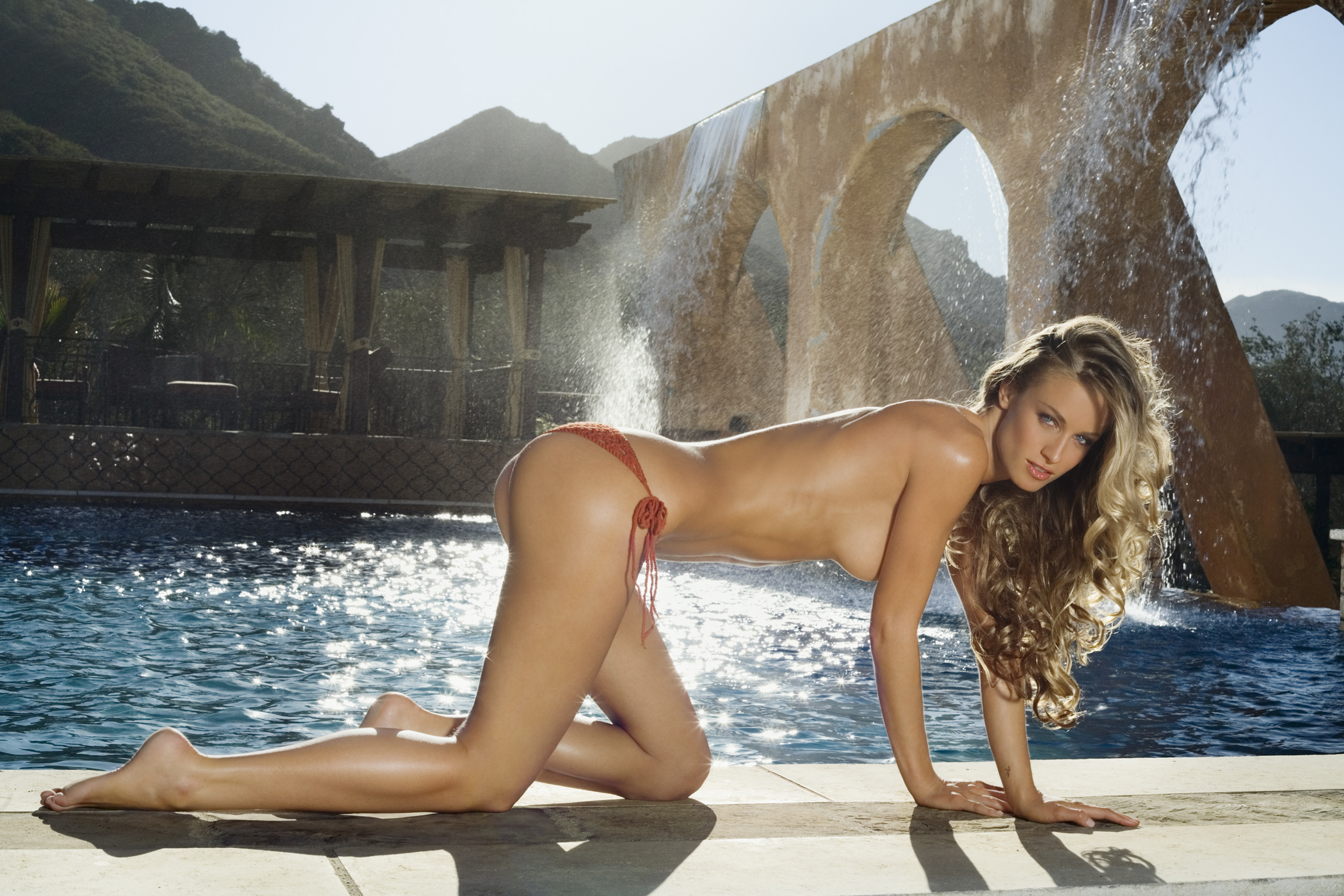
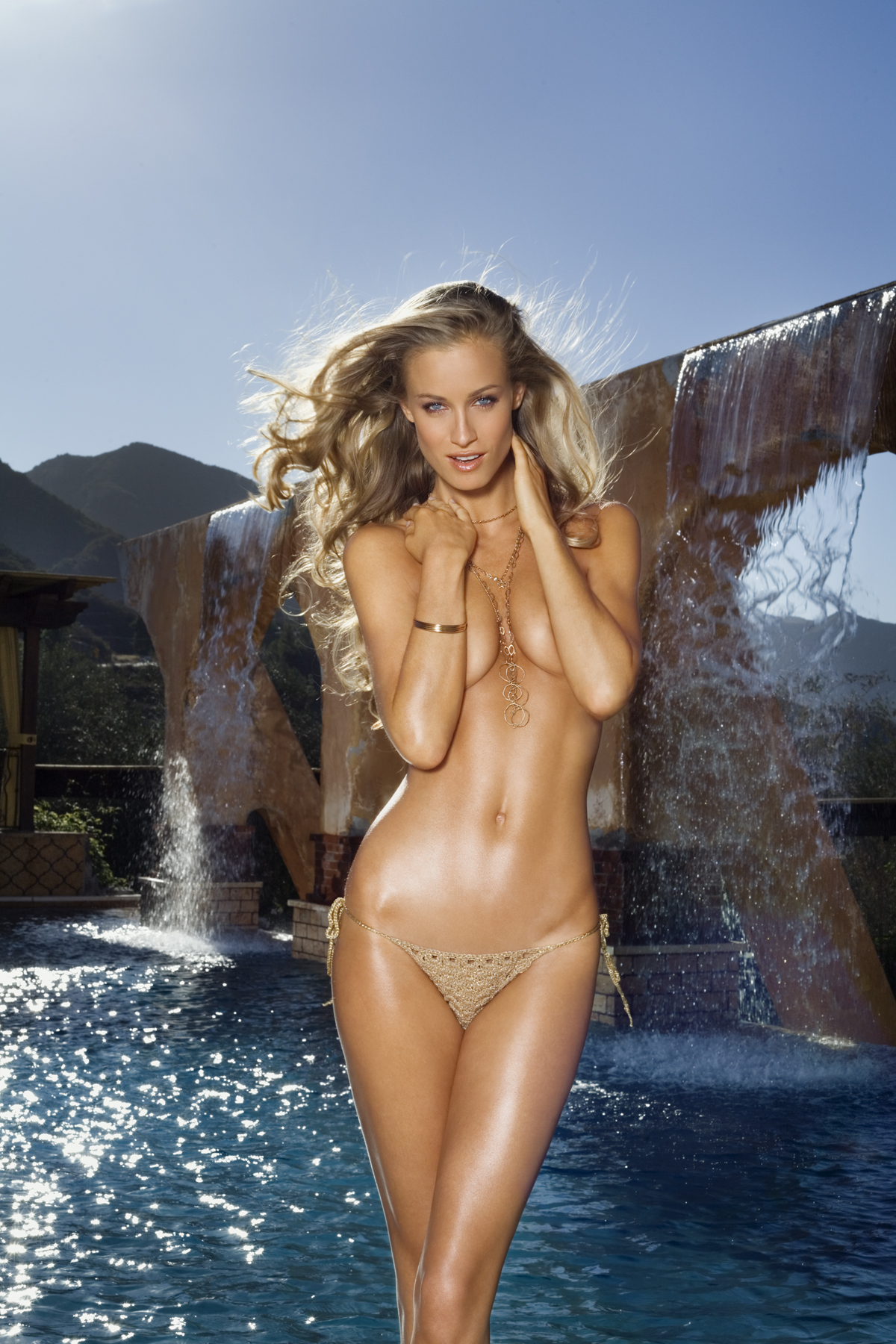
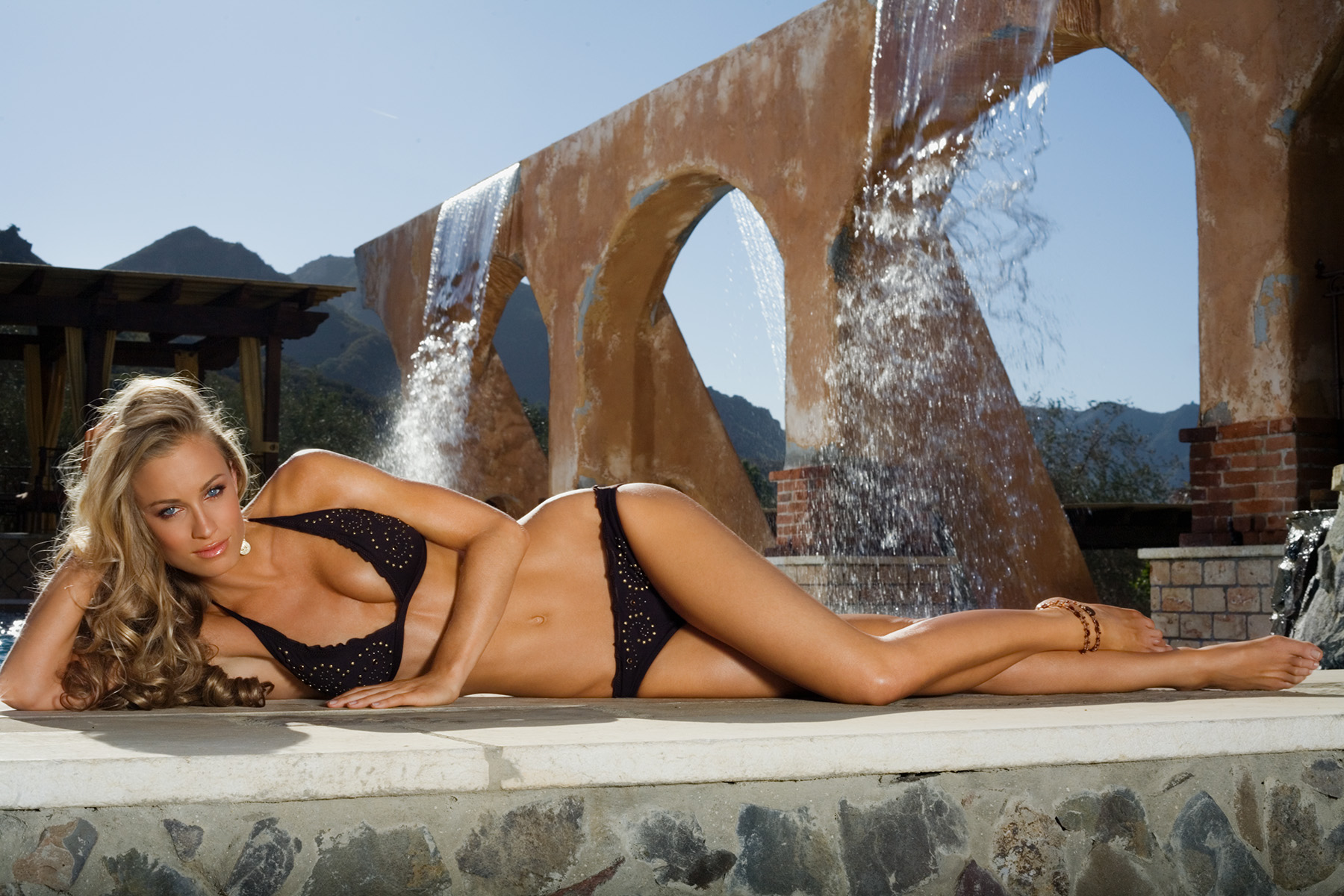

## Các phim tham gia
- One Night Stand